# Oberlaa metróállomás
Oberlaa egy metróállomás Bécsben, az U1-es vonalon.

## Szomszédos állomások
A vasútállomáshoz az alábbi állomások vannak a legközelebb:
- Neulaa

## Átszállási kapcsolatok
| U1 (Oberlaa ↔ Leopoldau) |                        |                         |
| Állomás                  | Átszállási kapcsolatok | Fontosabb létesítmények |
| Oberlaa                  | 17A, 68B, 70A          | Termálfürdő             |